# Fene
Fene è un comune spagnolo di 14 169 abitanti situato nella comunità autonoma della Galizia.